# Cârcel
Cârcel (lat. Ephedra distachya, sinonim Ephedra vulgaris), este o plantă care crește în zone temperate și zona sub-tropicală, pe terenuri nisipoase lângă mare. Ephedra provine din greacă și înseamnă "apă", indicând apropierea apei.
Este un arbust asemănător Equisetum arvense de până la doi metri înălțime cu frunze mici și solzoase. Florile sunt de culoare galbenă sau verde și sunt grupate. Semințele sunt înconjurate de o parte suculentă, roșie.

## Răspândire
Cârcelul se întâlnește în Europa Centrală, de Sud-Est, în Asia de Sud-Vest și Centrală. 
Este unica specie de gimnosperme găsită în flora spontană a Republicii Moldove (celelalte fiind introduse).

## Proprietăți
Este un stimulant al sistemului nervos vegetativ simpatic. Principala substanță activă este efedrina un puternic alcaloid cu efect asemănător adrenalinei. Este un puternic dilatator bronșic recomandat în astm bronșic și tuse.